# Astrohippus
Az Astrohippus az emlősök (Mammalia) osztályának a páratlanujjú patások (Perissodactyla) rendjébe, ezen belül a lófélék (Equidae) családjába tartozó kihalt nem.

## Tudnivalók
Az Astrohippus a miocén és korai pliocén korok idején, 16,3-4,9 millió évvel ezelőtt élt. Maradványait az Amerikai Egyesült Államok középső részén, Floridában és Mexikó három államában: Chihuahuában, Jaliscóban és Guanajuatoban találták meg.
A fogak tanulmányozásából megtudták, hogy az állat nem lehet a mai ló őse, inkább a Pliohippus leszármazottja, amelynek nincs ma élő utódja.
Az Astrohippus ansae fajt először W.D. Matthew és R.A. Stirton írt le, néhány őrlőfogból kiindulva, amelyeket a texasi Hemphill megyebeli Coffee Ranch lelőhelynél fedeztek fel. Ennél a lelőhelynél 6 más lóféle nemet is felfedeztek, köztük a Dinohippust és a Nannippust. Az Astrohippus stockii fajt J.F. Lance írta le 1950-ben, ennek kövületeit a mexikói Chihuahua állambeli Yepomera település mellett fedezték fel; a tudós Pliohippus stockii nevet adta neki. Öt évvel később 1955-ben, Quinn áthelyezte az állatot az Astrohippus nembe. O. Mooser 1965-ben, Mexikóban leírta az Astrohippus albidens fajt, ezt az állatot 1988-ban T. S. Kelly és E. B. Lander áthelyezték a Dinohippus nembe.  1998-ban T. S. Kelly összvonta az A. stockiit és az A. albidenst; mivel az első név volt a korábbi, a fajnak ez lett a neve, a második név ma már csak szinonima.
O. Mooser 1973-ban azt állította, hogy a mexikói Guanajuato államban, megtalálta mindkét Astrohippus faj maradványait.

## Rendszerezés
A nembe az alábbi fajok tartoztak:
- Astrohippus ansae
- Astrohippus stockii - szinonimája: Astrohippus albidens

## Lásd még
- A lovak evolúciója